# Sabato De Vita
Sabato De Vita (Pellezzano, 2 novembre 1901 – Barmash, 28 dicembre 1942) è stato un militare italiano, insignito della medaglia d'oro al valor militare alla memoria per le attività compiute nel corso della seconda guerra mondiale.

## Biografia
Nacque a Pellezzano, provincia di Salerno, il 2 novembre 1901, figlio di Nicola e Regina Napoli.
Arruolatosi volontario nell'arma dei carabinieri con ferma di tre anni nella Legione allievi guardie di finanza, veniva nominato guardia di terra il 1º aprile 1921, assegnato alla Legione CC. di Trieste. Posto in congedo nel novembre 1923, venne riammesso in servizio, come carabiniere a piedi, nella Legione CC. di Salerno nell'aprile 1926. Prestò poi successivamente servizio presso la Legione CC. di Catanzaro e presso quella di Milano per ritornare infine a Catanzaro nel settembre 1939. Il 29 luglio 1940 partì per l’Albania destinato alla compagnia di Argirocastro. Dopo avere partecipato alle operazioni di guerra sul fronte greco-albanese, fu assegnato alla stazione di Fieri con la promozione ad appuntato nell'aprile 1942 e dal settembre 1942 a quella di Kovaciste. Cadde in combattimento a Barmash il 28 dicembre 1942, e fu insignito della medaglia d'oro al valor militare alla memoria.

### Fonti
1. ↑  Gruppo Medaglie d'Oro al Valore Militare 1965, p. 152.
2. 1 2 3 4 5 6  Combattenti Liberazione.
3. ↑   De Vita, Sabato, su quirinale.it, Presidenza della Repubblica Italiana. URL consultato il 19 luglio 2020.
4. ↑  Registrato alla Corte dei conti il 12 novembre 1944, registro 8 guerra, foglio 7.